# 33e régiment de tirailleurs algériens
Le 33e Régiment de Tirailleurs Algériens était un régiment d'infanterie appartenant à l'Armée d'Afrique qui dépendait de l'armée de terre française.

## Création et différentes dénominations
- 1914 : Création du  Régiment de Marche de Tirailleurs (sans numéro)
- 1920 : Renommé 33e Régiment de Tirailleurs Algériens
- 1924 : Dissolution
- 1940 : Reconstitué en 33e Régiment de Tirailleurs Algériens
- 1944 : Installation du premier camp d'instruction de recrues.
- 1945 : En raison du fort afflux de volontaires, le camp est déménagé.
- ?? : Dissolution

## Historique des garnisons, campagnes et batailles du33eTirailleurs Algériens

### Première Guerre mondiale
Voir l'historique du Régiment de Marche de Tirailleurs (sans numéro)

### Entre-deux-guerres
En 1920 a Mayence le 33e R T A participe à l'occupation de l'Allemagne vaincue dans le cadre du 33e Corps d'Armée de l'Armée Française du Rhin, il sera dissous en 1924.
- 1923 : es garnisons, campagnes et batailles du 33e Tirailleurs Algériens

## Inscriptions portées sur le drapeau du régiment
Il porte, cousues en lettres d'or dans ses plis, les inscriptions suivantes :
- La Somme1916
- Champagne 1918<
- La Serre 1918

## Décorations
En tant que descendant du Régiment de Marche de Tirailleurs (1er R.T.A), sa cravate est décorée de la Croix de guerre 1914-1918 avec quatre palmes (quatre citations à l'ordre de l'armée) il a le droit au port de la fourragère aux couleurs du ruban de la Médaille militaire.

## Insigne du33eTirailleurs Algériens
- Insigne du 33e R.T.A.

## Sources et bibliographie
- Anthony Clayton, Histoire de l'Armée française en Afrique. 1830-1962, éd. Albin Michel, Paris, 1994
- Robert Huré, L'Armée d'Afrique : 1830-1962, éd. Charles-Lavauzelle, Paris, 1977